# Cantó de Dole-Sud-Oest
El cantó de Dole-Sud-Oest és un cantó francès del departament del Jura, situat al districte de Dole. Té 7 municipis i part del de Dole.

## Municipis
- Abergement-la-Ronce
- Choisey
- Crissey
- Damparis
- Dole (part)
- Gevry
- Nevy-lès-Dole
- Parcey

## Història
| Data d'elecció                           | Identitat            | Partit | Qualitat |
| ---------------------------------------- | -------------------- | ------ | -------- |
| 1973-1976                                | Jacques Duhamel      | CDP    |          |
| 1976-1994                                | Maurice Faivre-Picon | PCF    |          |
| 1994-                                    | Michel Giniès        | PCF    |          |
| les dades anteriors no són pas conegudes |                      |        |          |
|                                          |                      |        |          |